# Cephalopholis boenak
La cernia cioccolato (Cephalopholis boenak (Bloch, 1790)) è un pesce osseo della famiglia Serranidae.

## Descrizione
Cephalopholis boenak ha un corpo allungato che può raggiungere una lunghezza massima di 30 cm. L'altezza del corpo è minore della lunghezza della testa. La parte caudale della mascella raggiunge il margine posteriore dell'occhio. Dispone di 14-17 branchiospine nella parte inferiore e sulla linea laterale ha 46-51 squame. Ha una pinna dorsale, una pinna anale, una pinna caudale e le pinne pettorali che sono più lunghe di quelle ventrali. Presenta generalmente un colore brunastro scuro a volte tendente al rosso. Dispone di una macchia circolare nera sull'opercolo. Le pinne sono in numero dispari e sono di colore scuro con un bordo di colore bianco o azzurro tranne che nella pinna caudale.

## Distribuzione e habitat
Cephalopholis boenak è una specie diffusa nell'oceano Indiano e nel Pacifico occidentale. Il suo areale si estende dalle coste dell'Africa orientale (dal Kenya al Mozambico), sino all'India e al versante occidentale del Pacifico, spingendosi a nord sino alle isole Ryukyu e Taiwan e a sud sino alla Nuova Caledonia a l'Australia settentrionale.

## Valore commerciale
È una specie che non ha rilievo sui mercati dell'Europa.  Nonostante sia un pesce molto salutare e apprezzato nei paesi dove viene pescato, non incide sul commercio ittico a causa delle sue piccole dimensioni.